# Amore inchinato a lavorare il suo arco
Amore inchinato a lavorare il suo arco è una scultura realizzata dall'artista fiammingo François Duquesnoy: è possibile definirla una delle prime opere degne di nota dell'artista. Stando a quanto afferma Estelle Lingo: "La significatività che il putto ha per la visione della maniera greca del Duquesnoy è chiaramente dimostrata dal suo Amore che lavora il suo arco."
La scultura è stata gravemente danneggiata durante la Seconda guerra mondiale, quando è stata colpita da un proiettile in testa, spaccandosi in diversi pezzi. Attualmente è esposta al Bode-Museum di Berlino.

## Storia
Un resoconto del biografo e amico del Duquesnoy, Joachim von Sandrart, permette di approfondire le vicende relative all'Amore. Secondo Sandrart il Fiammingo era noto a Roma per le sue sculture di bambini e putti; tuttavia, i materiali impiegati per questi soggetti erano prevalentemente cera e terracotta (Giovanni Pietro Bellori afferma, comunque, che Duquesnoy, già pochi anni dopo il suo arrivo a Roma, si trovò costretto a scolpire anche in avorio e legno). Nella biografia dedicata all'artista e amico, Sandrart scrive che Duquesnoy, desideroso di mostrare la sua abilità con il marmo, decise di scolpire Amore inchinato a lavorare il suo arco. Ciò permetterebbe di identificare la scultura come la prima opera in marmo del Duquesnoy, o quantomeno la sua prima opera marmorea degna di nota.
Inizialmente non fu possibile trovare alcun acquirente, ma Sandrart fu in grado di vendere il Cupido ad un mercante, Lucas van Uffelen, allora residente a Venezia.

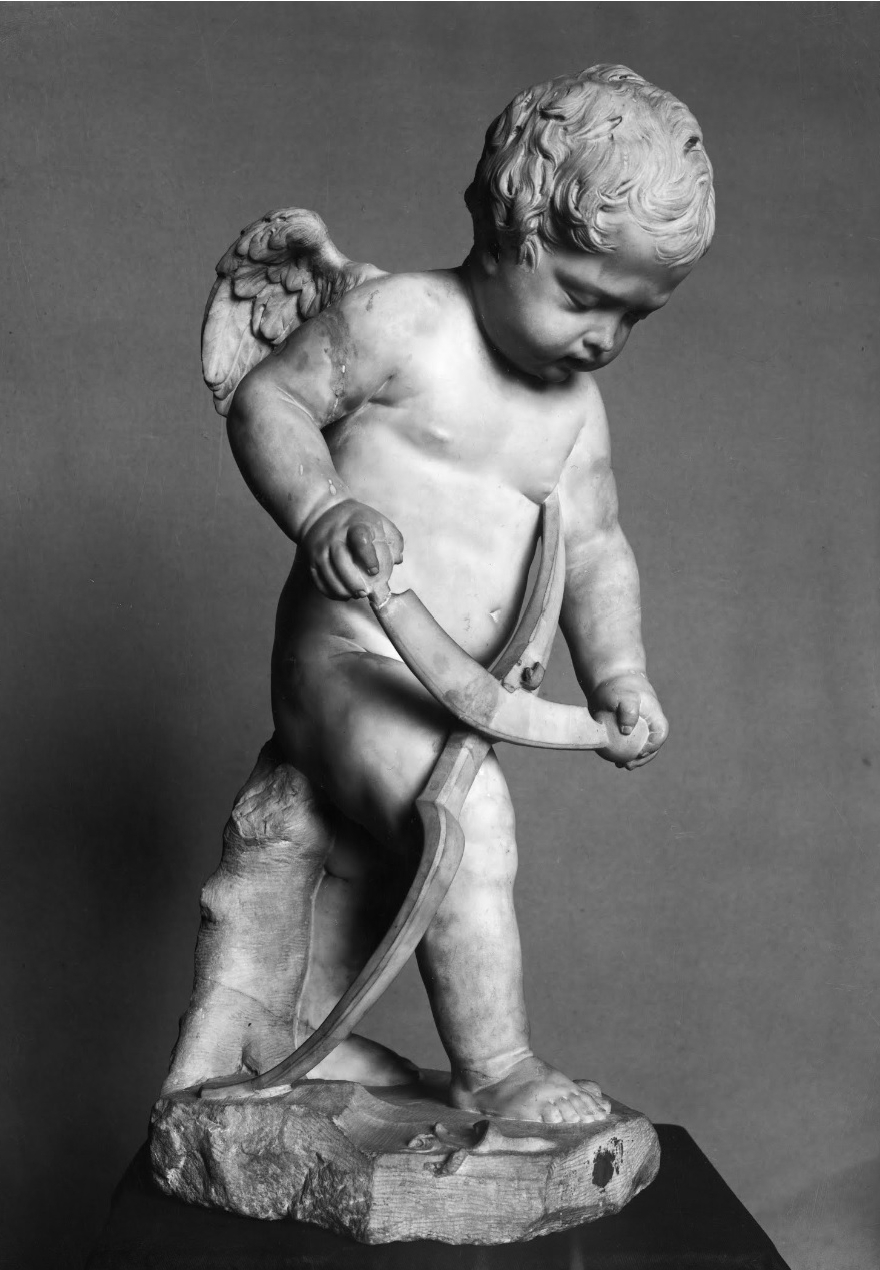
Amore inchinato a lavorare il suo arco come si presentava antecedentemente al 1945

Nel 1637 la scultura fu acquistata dal consiglio comunale di Amsterdam, città nella quale il Cupido era stato portato proprio da van Uffelen. L'opera fu data in dono dal consiglio alla principessa Amalia di Nassau-Dietz. Altra ipotesi è che l'opera sia stata venduta da Sandrart a van Uffelen e che, alla morte di quest'ultimo, sia divenuta di proprietà della città.
La principessa collocò la scultura nel suo giardino di piacere all'Aia. Da lì, è giunta sino a Brandeburgo, dove è menzionata in un inventario del 1689 di una wunderkammer di un principe elettore.

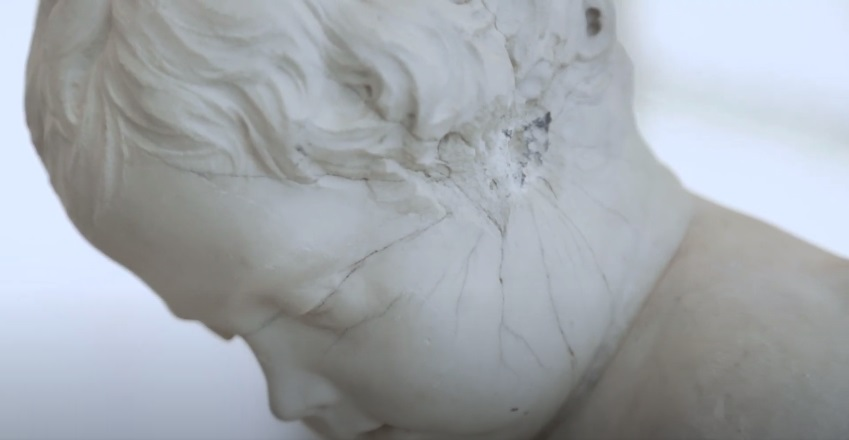
Dettaglio che mostra i segni dello sparo sulla tempia

La statua è stata gravemente danneggiata nella Seconda guerra mondiale: nel 1945 fu posta in un bunker di Friedrichshain, nel quale però si sviluppò un incendio e furono esplosi dei colpi di arma da fuoco, i cui segni sono ben visibili sul volto di Cupido.
Proprio il proiettile che colpì la tempia del dio potrebbe aver causato la caduta sul suolo della statua, con sua conseguente frammentazione. L'opera fu trasferita in Russia, dove fu assemblata nuovamente, tornando a Berlino negli anni Cinquanta. Fu restaurata ulteriormente in Germania negli anni Novanta.

## Descrizione
La figura di Cupido, così come osservabile in seguito al danneggiamento, potrebbe apparentemente evocare una sensazione di tristezza: il dio, infatti, non assomiglia affatto al "gioioso e barocco dio dell'amore" coerente con l'iconografia tradizionale; al contrario appare abbattuto e introverso. Cupido è ricurvo in avanti, con lo sguardo rivolto verso il basso. I danni subiti nel 1945 hanno contribuito ad accentuare questa espressione malinconica. La posa appare insolita e di difficile comprensione, ma giustificata dalle vicende storiche che hanno portato alla realizzazione dell'opera.
Per quanto la figura possa sembrare cupa e malinconica, si tratta solo di una lettura superficiale: in realtà Cupido è intento a lavorare il suo arco. Lo sguardo, pertanto, non è rattristato, bensì attento, il cupido "lavora il suo arco con grande concentrazione."